# Tourny
Tourny település Franciaországban, Eure megyében. Lakosainak száma 937 fő (2018. január 1.).

## Népesség
A település népessége az elmúlt években az alábbi módon változott:
| Lakosok száma | 678  | 677  | 695  | 739  | 898  | 909  | 921  | 938  | 946  | 937  |
|               | 1962 | 1968 | 1982 | 1990 | 1999 | 2008 | 2011 | 2013 | 2017 | 2018 |